# 竹洞哲也
竹洞哲也（たけほら てつや、1974年 - ）は、日本の映画監督。

## 経歴
青森県出身。日本映画学校（1975年に映画監督の今村昌平により設立された横浜放送映画専門学院）で学んだ。彼は大蔵映画株式会社の助監督として映画業界に入り、そこで5年間働いた。監督デビュー作は『人妻の秘密 覗き覗かれ』（2004年）。同年の『美少女図鑑 汚された制服』ではピンク大賞の新人監督賞を受賞した。竹洞の映画は全体的に気楽で、エロ喜劇な傾向があり、ピンク大賞や批評で人気を証明した。　翌年の『欲情ヒッチハイク 求めた人妻』（2005年）で監督賞を受賞、2006年に東京都の映画館ポレポレ東中野で行われたR18 LOVE CINEMA SHOWCASE VOL.3で、4作品の回顧展が開催された。
2015年、成人映画『誘惑遊女の貝遊び』をR15作品に再編集した『誘惑遊女〜ソラとシド〜』で一般公開作デビュー。

## 受賞作品

### ピンク映画のトップテン入り作品
- 2004年 9位：美少女図鑑 汚された制服
- 2005年 4位：欲情ヒッチハイク 求めた人妻
- 2005年 佳作賞：援交性態ルポ 乱れた性欲
- 2006年 1位：悩殺若女将 色っぽい腰つき
- 2006年 2位：ホテトル嬢 癒しの手ほどき
- 2007年 9位（タイ）：桃肌女将のねばり味
- 2008年 3位：不純な制服 悶えた太もも
- 2008年 9位：痴漢電車 うごめく指のメロディ
- 2009年 8位：いとこ白書 うずく淫乱熱

### ピンキーリボン賞
- 2006年 金賞：悩殺若女将 色っぽい腰つき

## おもな監督作品
インデントが下がっている作品は上記作品のR15編集作品。
- PEEP SHOW（人妻の秘密　覗き覗かれ）（2004年9月6日）[8]
- 思い出がいっぱい（美少女図鑑　汚された制服）（2004年12月20日）[8]
- さびしい人妻　夜鳴く肉体（2005年3月20日）
- 援交性態ルポ　乱れた性欲（2005年7月21日）
- 欲情ヒッチハイク　求めた人妻（2005年11月22日）[9]
- ホテトル嬢　癒しの手ほどき（2006年1月31日）
- 乱姦調教　牝犬たちの肉宴（2006年6月16日）
- 親友の母　生肌の色香（2006年9月1日）[10]
- 悩殺若女将　色っぽい腰つき（2006年12月15日）[11]

- 不倫同窓会　しざかり熟女（2007年3月2日）
- 女引越し屋　汗ばむ谷間（2007年6月1日）
- 男たちの夢音色（2007年7月7日）[12]
- 桃肌女将のねばり味（2007年11月23日）
- 監禁の館　なぶり責め（2008年3月14日）
- 不純な制服　悶えた太もも（2008年5月23日）

- 痴漢電車　うごめく指のメロディ（2008年8月8日）
- 艶会コンパニオン　いけない濃厚接待（2008年10月31日）
- 妹のつぼみ　いたずら妄想（2009年2月20日、オーピー映画）[13]
- いとこ白書　うずく淫乱熱（2009年5月15日、オーピー映画）[14]
- 若義母　むしゃぶり喰う（2009年11月13日、オーピー映画）[15]
- 超スケベ民宿　極楽ハメ三昧（2010年2月19日、オーピー映画）
- 潮吹き花嫁の性白書（2010年8月27日、オーピー映画）
- スケベな住人　昼も夜も発情中（2010年10月22日、オーピー映画）
- 痴漢電車　とろける夢タッチ（2010年12月31日、オーピー映画）[16]
- 三十路の女　巨乳はじける（2011年4月15日、オーピー映画）[17]
- 白昼の人妻　犯られる巨乳（2011年7月1日、オーピー映画）[18]
- いんらん千一夜　恍惚のよがり（2011年9月23日、オーピー映画）[19]
- 義父の求愛　やわ肌を這う舌（2012年1月20日、オーピー映画）[20][21]
- 人妻家政婦　うずきに溺れて（2012年3月30日、オーピー映画）
- お色気女将　みだら開き（2012年6月8日、オーピー映画）
- 淫蕩告白　兄嫁の濡れた午後（2012年8月17日、オーピー映画）[22]
- 三十路義母　背徳のしたたり（2012年11月16日、オーピー映画）[23]
- デッド・プリズン　女囚狩り（2012年、ネクスタシーEX）[24]
- 野外プレイ　覗きの濡れ場（2013年3月8日、オーピー映画）
- 美熟女　好きもの色情狂（2013年6月14日、オーピー映画）
- 義父と姉妹　桃汁味くらべ（2013年1月11日、オーピー映画）
- 監禁いんらん遊戯（2013年8月30日、オーピー映画）

- 痴漢電車　いけない夢旅行（2014年1月3日、オーピー映画）
- 挑発ウエイトレス　おもてなしCafe（2014年6月13日、オーピー映画）
- 背徳の海　情炎に溺れて（2014年9月12日、オーピー映画）
- 野外乱交　殺したいほど愛してる（2014年12月5日、オーピー映画）

- 誘惑遊女の貝遊び（2015年1月16日、オーピー映画）
  - 誘惑遊女〜ソラとシド〜（2015年8月30日、OP PICTURES）[7]
- 湯けむり温泉芸者　お座敷で枕芸（2015年5月7日）[25]
  - 芸者ガールズ　お座敷で夢まくら（2016年）
- 恋愛図鑑　フってフラれて、でも濡れて（2015年11月20日、オーピー映画）
  - 恋愛図鑑（2017年7月8日、OP PICTURES）[26]
- 恋人百景　フラれてフって、また濡れて（2015年12月11日、オーピー映画）
- 純情濡らし、愛情暮らし（2016年3月25日）[27]
- 四十路熟女　性処理はヒミツ（2015年3月27日）
  - リング リング（2016年）[28]
- 出会ってないけど、さようなら（2017年7月1日、OP PICTURES）[29]
- 初恋とナポリタン（2017年7月5日、OP PICTURES）[30]
- サイコウノバカヤロウ（2017年7月3日、OP PICTURES）
- 疑心乱交　闇夜にうごめく雌尻（2017年8月18日）
  - 柔らかい檻（2018年8月30日）
- ヤリ頃女子大生　強がりな乳房（2017年11月17日）
  - いつかのナツ（2018年8月28日）[31]
- まぶしい情愛　抜かないで…（2017年12月8日）
  - 未来の足音（ 2018年9月10日）
- おっとり姉さん　恥骨で誘う（2018年2月9日）
  - 遠藤家遺産戦争劇場公開日 2018年9月7日[32]
- 青春のささくれ　不器用な舌使い（2018年4月20日公開）
  - つないだ手をはなして（2018年8月27日公開）[33]
- 人情フェロモン　もち肌わしづかみ[34]（2018年6月22日、オーピー映画）
  - ムーンロードセレナーデ （2018年8月26日公開）[35]
- 大人の同級生　させ子と初恋（2018年11月2日）
  - 大人の同級生（2019年8月31日）
- 田園日記　アソコで暮らそう（2018年11月30日）
  - 長崎家の崩壊（2019年8月25日）
- 密通の宿　悦びに濡れた町（2019年2月8日）[36]
- ホロ酔いの情事　秘め事は神頼み（2019年4月19日、オーピー映画）[37]
  - 言えない気持ちに蓋をして（2019年8月23日、オーピー映画）※ホロ酔いの情事～の一般公開編集版[38]
- 平成風俗史　あの時もキミはエロかった（2019年7月26日、オーピー映画）[39]
  - 平成風俗史（2019年8月27日、オーピー映画）※一般公開編集版
- 風俗図鑑　ヤレない男たち（2019年8月23日、オーピー映画）
  - ちゃのまつかのま（2019年8月28日、オーピー映画）
- 不倫、変態、悶々弔問（2019年10月25日、オーピー映画）[40]
- 発情物語　幼馴染はヤリ盛り（2019年12月27日、オーピー映画）[41]
- ひとり妻　熟れた旅路の果てに（2020年1月31日、オーピー映画）
- 温泉情話 湯船で揉みがえり（2020年、オーピー映画）[42]
- 生つば美人妻　妄想で寝取られて（2021年、オーピー映画）
- 恋愛相談 おクチにできないお年頃（2021年3月26日、オーピー映画）
- 義父と未亡人 一夜だけの秘め事（2021年8月13日、オーピー映画）
- されどはまぐり（2021年11月18日、オーピー映画）[43]
  - はまぐり三景 吸っていじって（2022年1月21日、オーピー映画）※R18編集版[44]
- 股がり天使 火照りの桃源郷（2022年5月6日、オーピー映画）
- 続・股がり天使 旅立ちの朝勃ち（2022年7月1日、オーピー映画）
- ほんの少し遠く（2022年12月）
- 下ネタトリオ マドンナを狙え（2023年5月26日、オーピー映画）
- 変態園芸 股間を耕す女たち（2023年9月29日、オーピー映画）
  - 此処に花あり（2023年12月4日、オーピー映画）[45]
- くりかえし百子（2023年11月30日、オーピー映画）[45]
- 特濃三姉妹 みだれ別荘（2024年10月18日、オーピー映画）[46]
- 背徳酒場 熱燗熟女のうずき（2024年11月15日、オーピー映画）[47]

## 文献

### 英語
- Sharp, Jasper (2008). Behind the Pink Curtain: The Complete History of Japanese Sex Cinema. Guildford: FAB Press. pp. 331–332, 362. ISBN 978-1-903254-54-7

### 日本語
- “竹洞哲也 たけほら・てつや”.  www.allcinema.net. 2009年6月22日閲覧。
- “竹洞哲也”.  Japanese Movie Database. 2009年6月22日閲覧。
- “竹洞哲也 （ヤケホラテツヤ）”.  Variety Japan. 2009年6月22日閲覧。
- “竹洞哲也（監督）×小松公典（脚本）×サーモン鮭山”.  intro.ne.jp (Creators Movie Magazine). 2009年6月22日閲覧。